# Nollendorfplatz

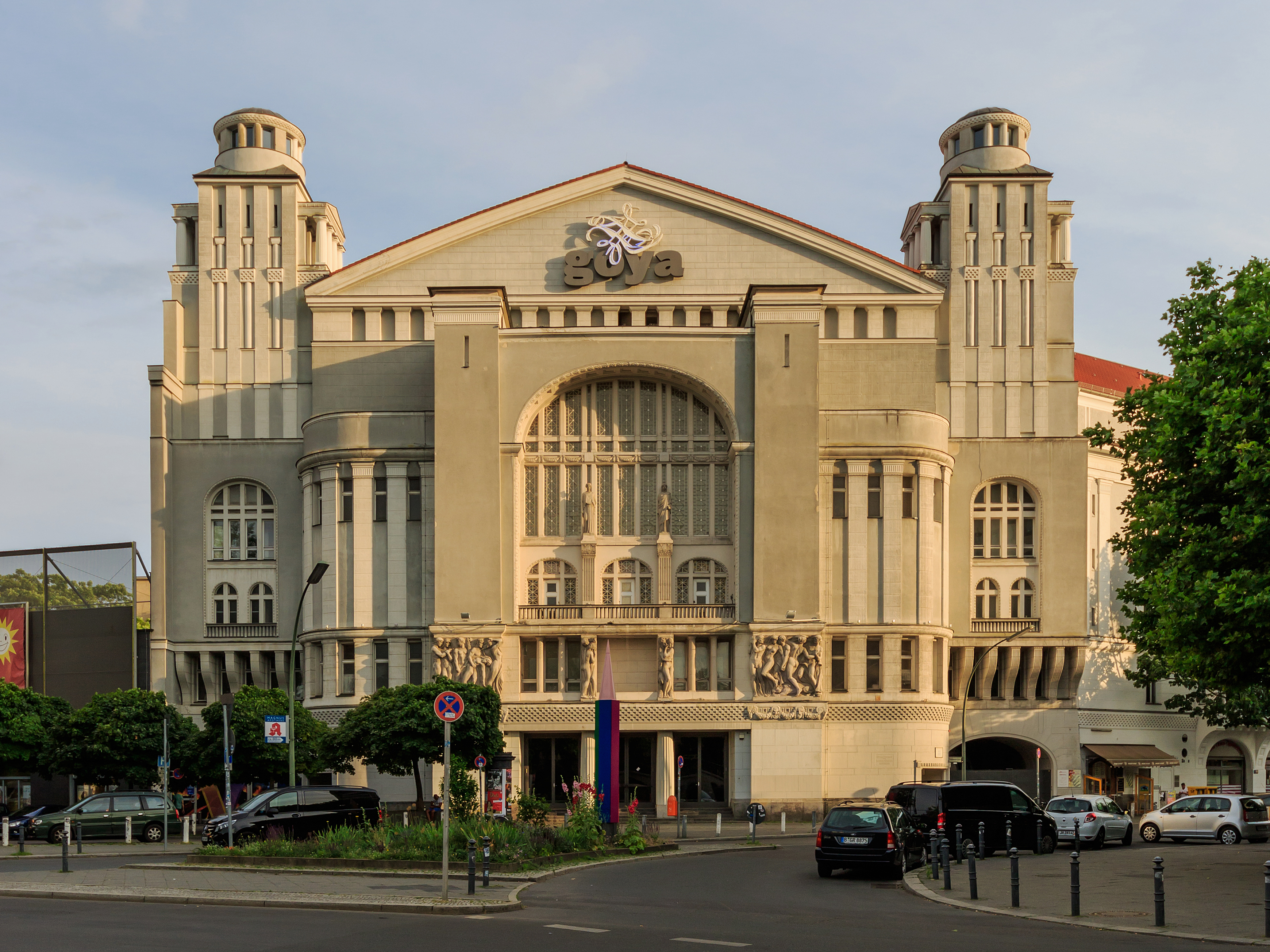
Gay Club Goya (Neues Schauspielhaus) na Nollendorfplatzu

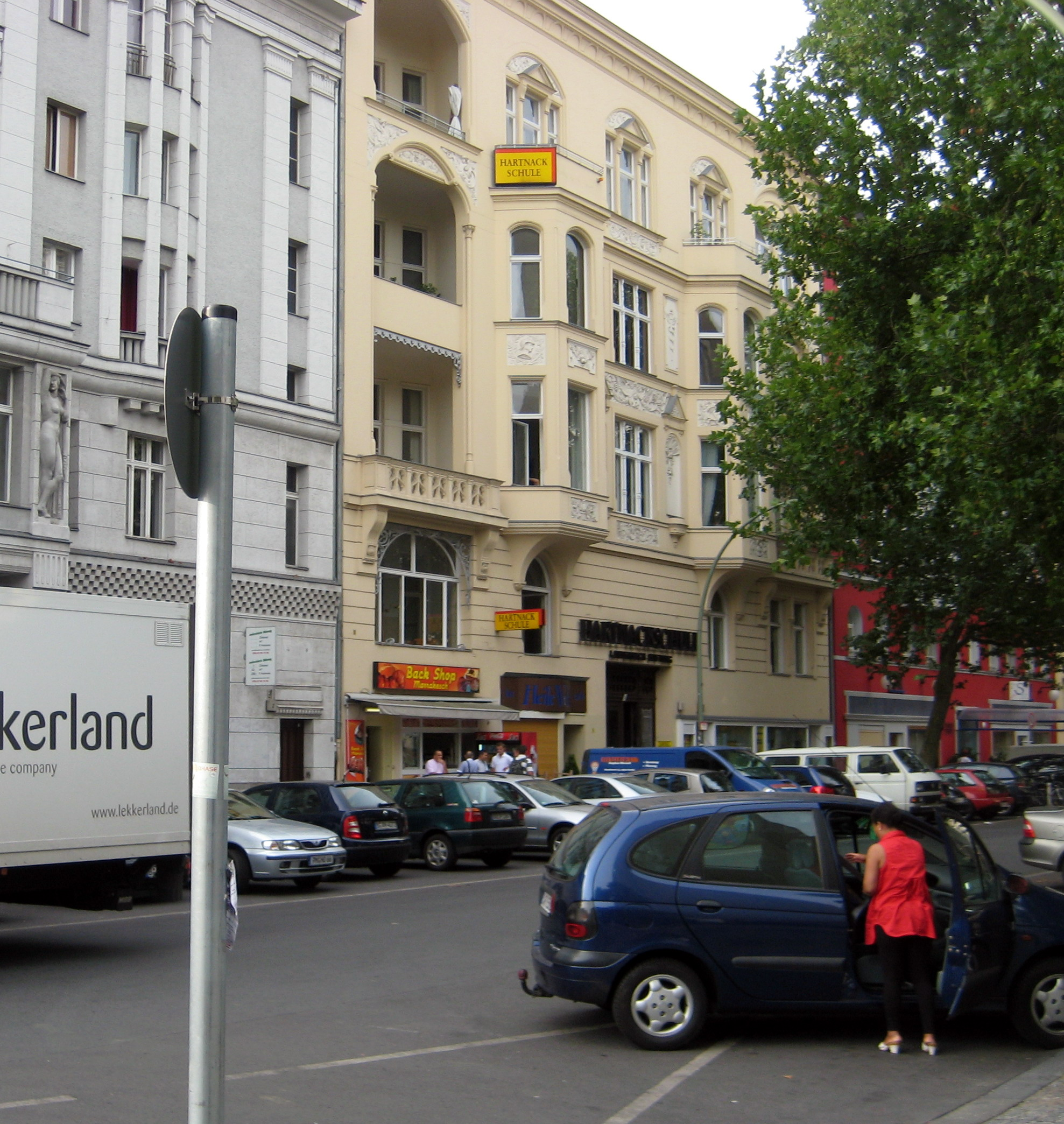
Motzstrasse na Nollendorfplatzu

Nollendorfplatz je náměstí v berlínské čtvrti Schöneberg, Berlíňany mazlivě nazývané Nolle. Dnešní jméno získalo v roce 1864 podle vsi Nollendorf, místa, kudy přitáhl generál Kleist a rozhodl bitvu u Chlumce v roce 1813.
Náměstí je vymezeno viaduktem U-Bahnu a průčelím Neues Schauspielhaus. Sousední oblast na jihu kolem Motzstraße je berlínskou prominentní gay čtvrtí. Dlouhá historie čtvrti gayů sahá až na přelom 20. století, ve společenství gayů je tato část Berlína vyhlášená darkroom bary. Nedaleko od náměstí se nachází berlínská kancelář Sdružení leseb a gayů v Německu.

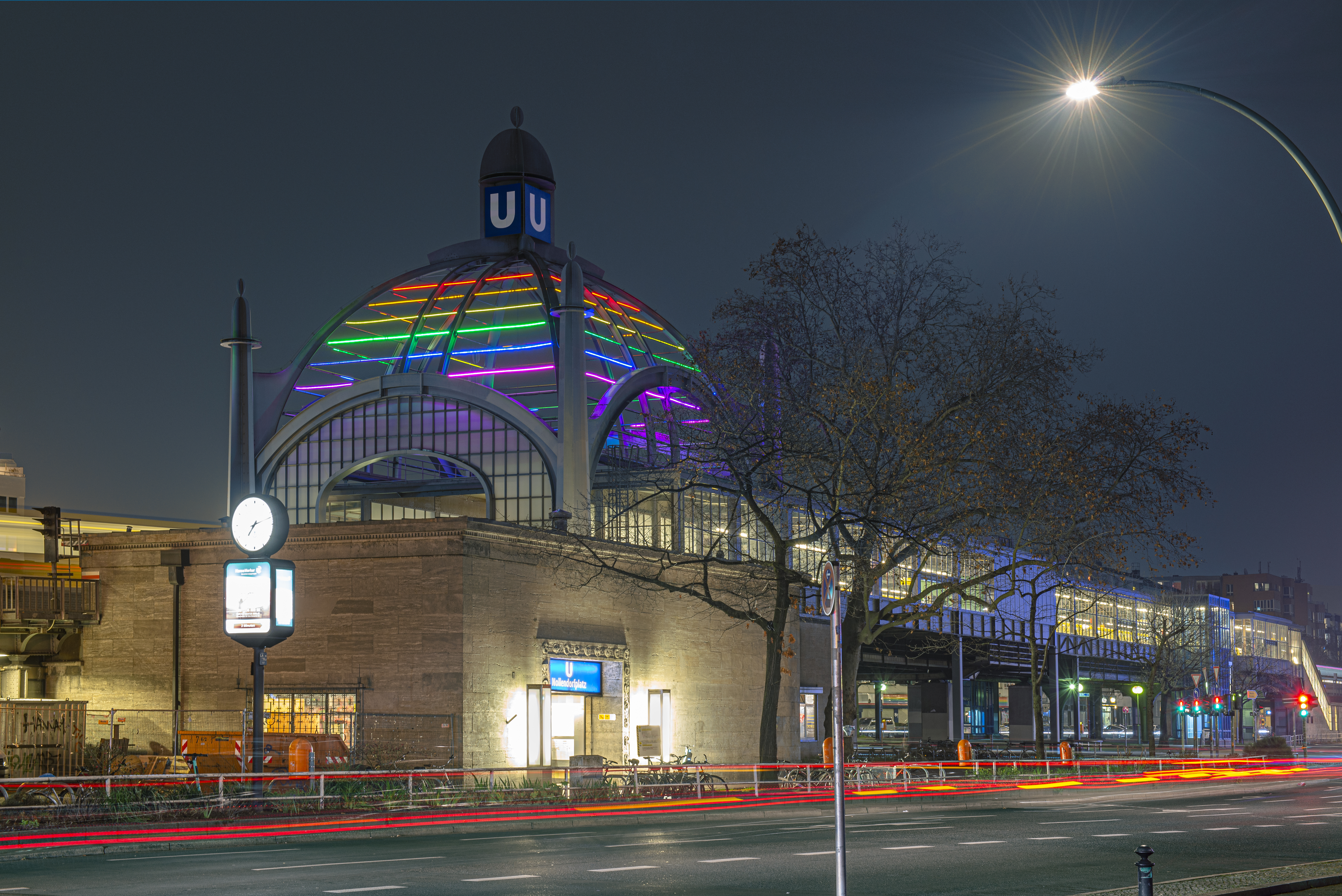
U-Bahn na Nollendorfplatzu
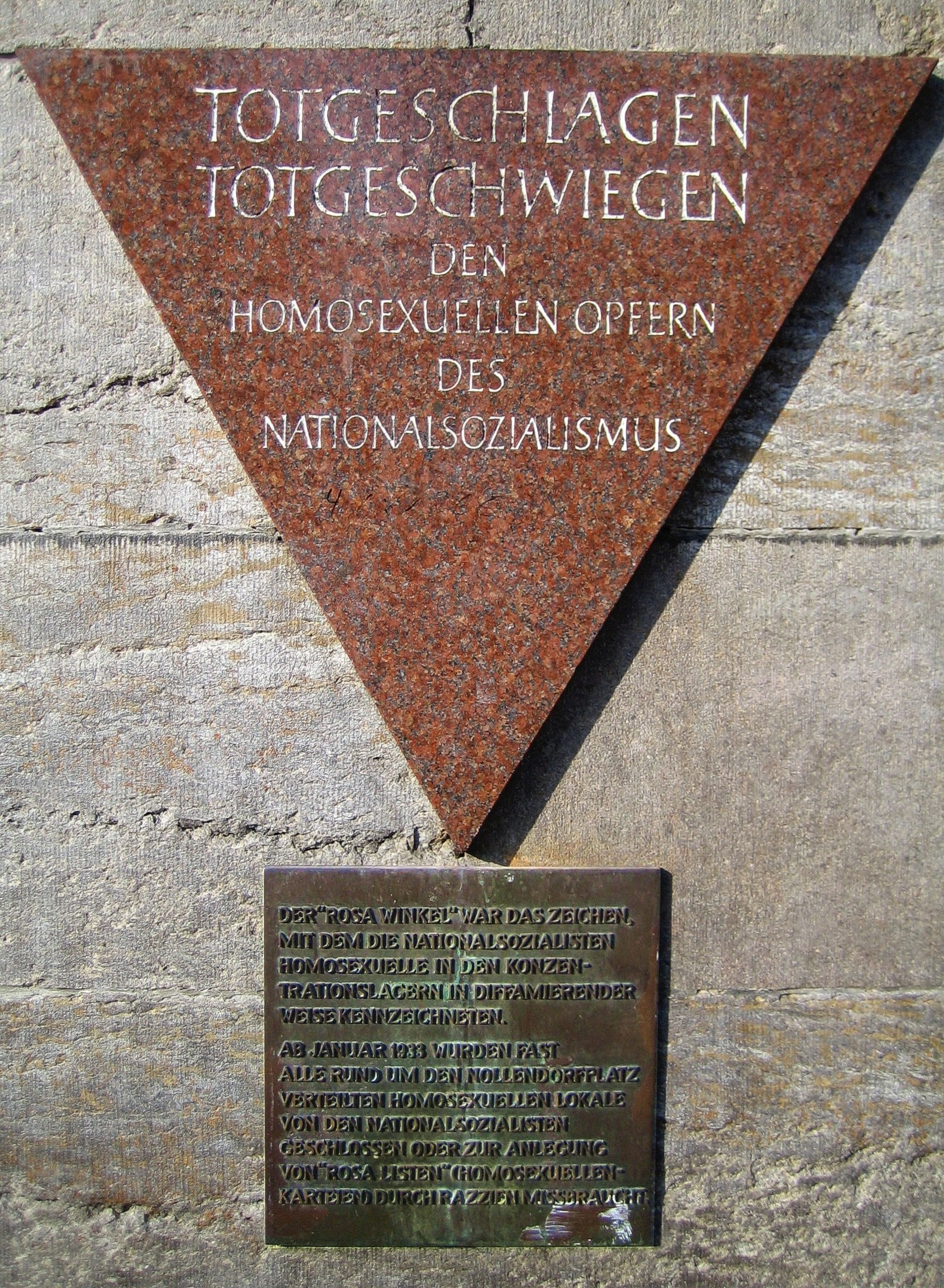
Růžový trojúhelník, památník homosexuálním obětem nacismu
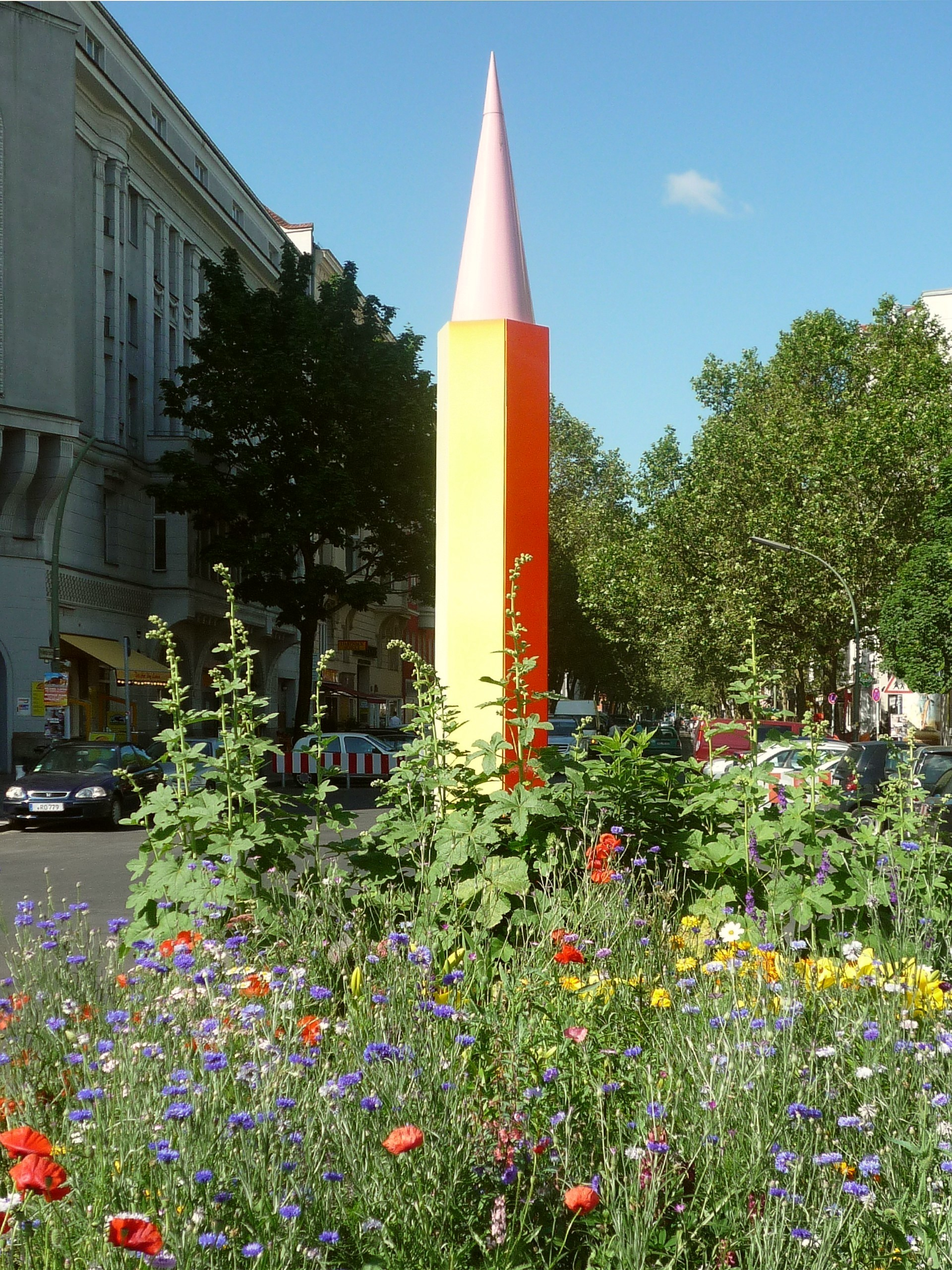
Duhový sloup
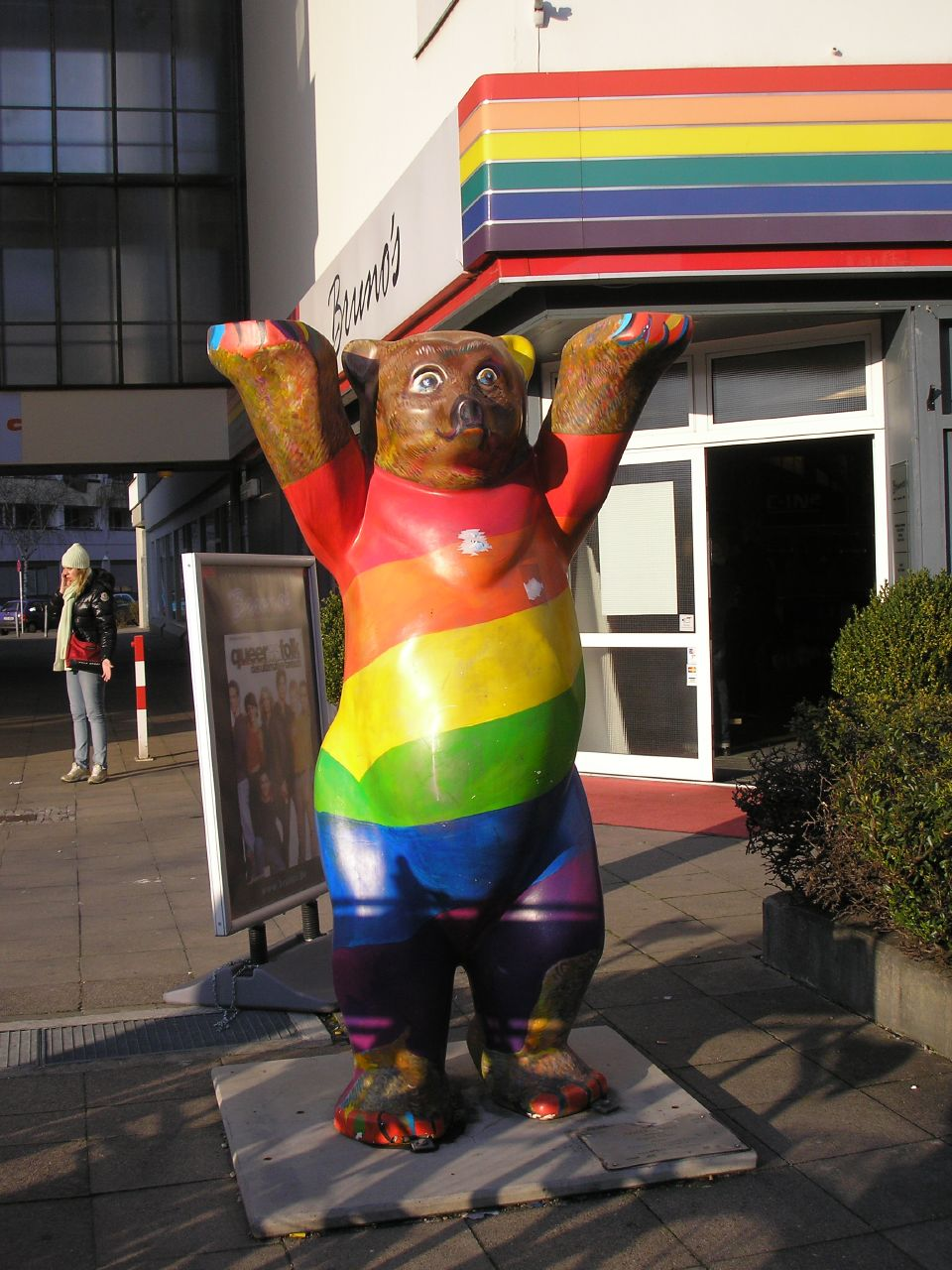
Gayský medvěd
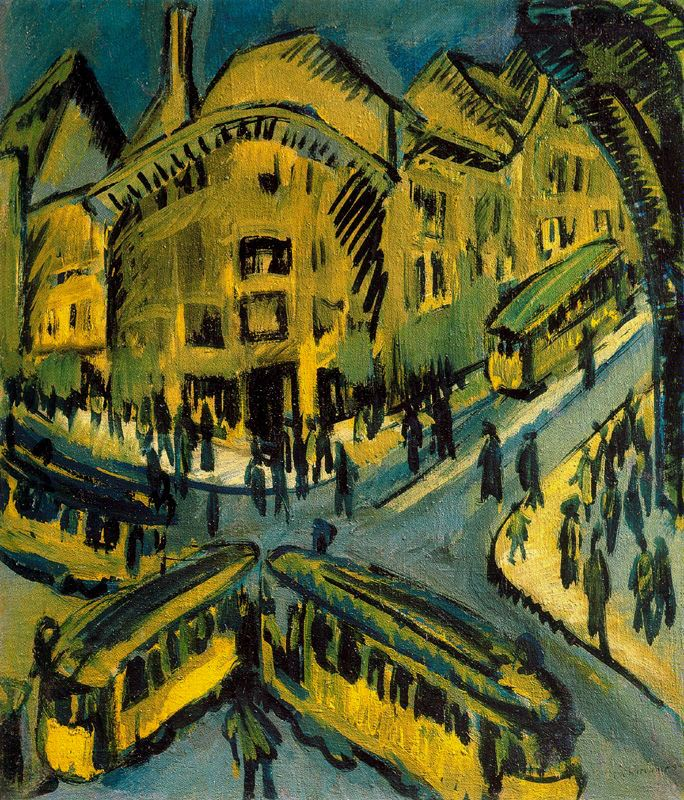
Nollendorfplatz, obraz Ernsta Ludwiga Kirchnera, 1912